# Neocorynura nuda
Neocorynura nuda är en biart som beskrevs av Michener 1954. Neocorynura nuda ingår i släktet Neocorynura och familjen vägbin. Inga underarter finns listade i Catalogue of Life.